# 江浪
江浪（えなみ、生没年不詳）とは江戸時代の江戸の地本問屋。

## 来歴
江浪と号して宝暦から寛政年間に江戸の三川町1丁目において地本問屋を営業している。鳥居清満、鈴木春信、北尾重政の紅摺絵を出版している。

## 作品
- 鳥居清満 「寿・三絃・音色くらべ」 横大判 紅摺絵 宝暦
- 鈴木春信 「見立竹林七賢人」 横大判 紅摺絵 宝暦後期
- 北尾重政 「嵐ひな次 小野小町」 細判 紅摺絵 明和2年（1765年）秋市村座 『女夫星逢夜小町』に取材